# Steven Tronet
Steven Tronet (Calais, 14 d'octubre del 1986) és un ciclista francès professional des del 2007. Actualment milita a l'equip Armée de Terre. Del seu palmarès destaca el campionat nacional en ruta de 2015.

## Palmarès
- 2008
  - Vencedor d'una etapa a la Ronda de l'Oise
- 2010
  - 1r a la Ronda de l'Oise
- 2012
  - Vencedor d'una etapa al Circuit de Lorena
- 2014
  - 1r al Gran Premi de Lillers-Souvenir Bruno Comini
  - 1r a la París-Troyes
- 2015
  -  Campió de França en ruta
  - Vencedor d'una etapa al Circuit de les Ardenes
  - Vencedor d'una etapa a la Ronda de l'Oise
  - Vencedor d'una etapa a la Ruta del Sud